# Episodi di Cari professori (prima stagione)
La prima stagione della serie televisiva Cari professori è stata trasmessa in anteprima negli Stati Uniti d'America dalla NBC tra il 14 aprile 1982 e il 9 giugno 1982.
| nº | Titolo originale            | Titolo italiano | Prima TV USA   | Prima TV Italia |
| -- | --------------------------- | --------------- | -------------- | --------------- |
| 1  | Diana, Substitute Mother    |                 | 14 aprile 1982 |                 |
| 2  | The Dreyfuss Affair         |                 | 21 aprile 1982 |                 |
| 3  | Cooper's Grab for Gusto     |                 | 28 aprile 1982 |                 |
| 4  | Quote, Unquote              |                 | 5 maggio 1982  |                 |
| 5  | The Make Up Test            |                 | 12 maggio 1982 |                 |
| 6  | I've Got a Crush on You     |                 | 26 maggio 1982 |                 |
| 7  | The Once and Future Teacher |                 | 2 giugno 1982  |                 |
| 8  | Guns and Butter             |                 | 9 giugno 1982  |                 |